# Церковь Святого Иоанна Крестителя (Опса)
Церковь Святого Иоанна Крестителя (бел. Касцёл Святога Яна Хрысціцеля) — католический храм в агрогородке Опса, Витебская область, Белоруссия. Относится к Браславскому деканату Витебского диоцеза. Памятник архитектуры в стиле неоготика, построен в 1877 году. Храм включён в Государственный список историко-культурных ценностей Республики Беларусь (код 213Г000207).

## История
Храм во имя св. Иоанна Крестителя в Опсе был построен около 1500 года, но долго не просуществовал. На его месте в 1768 году был построен ещё один храм, но уже в 1886 году он полностью сгорел. Сразу после пожара на месте сгоревшего храма началось строительство нового кирпичного костёла в неоготическом стиле. Опса принадлежала в этот период графам Плятерам, которые выступали как меценаты, финансово поддерживая строительство и последующее функционирование церкви. В 1928 году храм пережил ещё один пожар, который уничтожил башню и крышу храма, к восстановлению костела привлекались инженеры из Вильнюса и Варшавы, но восстановить его удалось только Яну Адамовичу Петкевичу, польско-белорусскому инженеру с питерским инженерным образованием.Так же благодаря его усилиям был восстановлен и частично пострадавший церковный орган. Благодаря стараниям прихожан храм функционировал до 1949 года.
В 1949 году последний настоятель Казимир Томкович был арестован, храм закрыт и переоборудован в склад.
В 1989 году в здании открылась концертно-выставочный зал Браславского отдела культуры.
В 1990 году здание храма было возвращено Церкви. 21 сентября 1990 года он был повторно освящён. Длительная и тщательная реставрация вернула в настоящее время храму первозданный облик.

## Архитектура

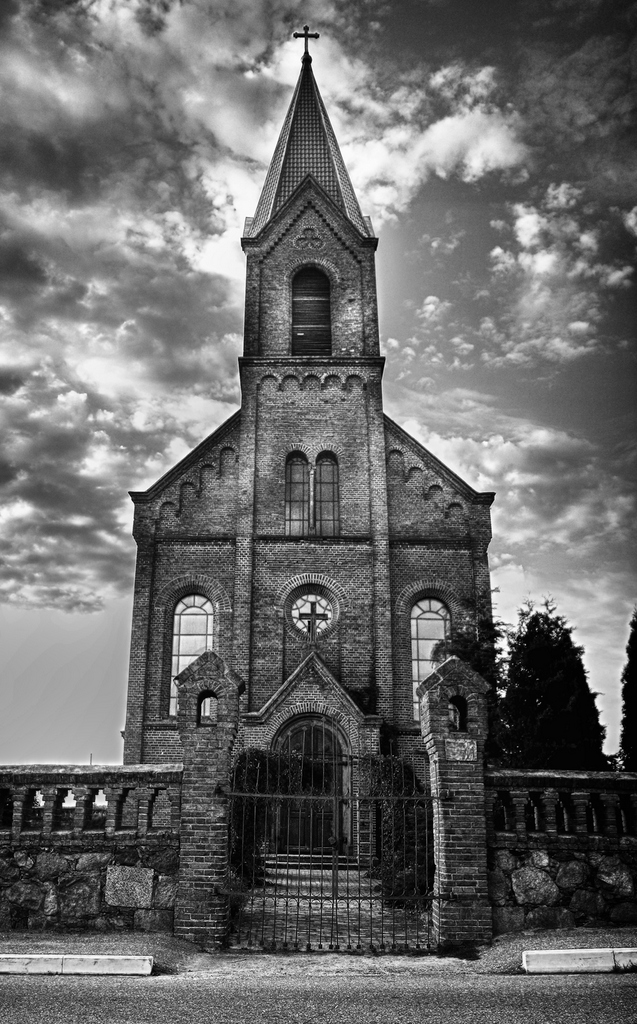
Храм на открытке начала XX века

Церковь Святого Иоанна Крестителя — памятник архитектуры неоготики. Представляет собой однонефный храм с пятигранной алтарной апсидой, по бокам которой расположены низкие симметричные ризницы. Основной объем накрыт двускатной крышей, более низкая апсида — вальмовой, ризницы — также двускатными. Главный фасад украшен небольшим окном-розой и двойным арочным окном над ним. Башня-колокольня расположена по центру главного фасада. Башня — квадратная в плане, завершена остроконечным шатром.